# Can Moles
Can Moles és una obra amb elements modernistes i noucentistes de Tona (Osona) inclosa a l'Inventari del Patrimoni Arquitectònic de Catalunya.

## Descripció
Edifici de planta baixa i un pis. Destaca per una gairebé estricta simetria de les obertures de la façana principal. Totes són d'arc escarser i estan unides per una sanefa de rajoles de ceràmica vidrada verda i groga, que recorre tota la façana emmarcant els arcs de les obertures. A la planta baixa hi ha dues finestres a banda i banda de la porta principal i una porta lateral que segueix la mateixa forma que la finestra lateral del primer pis, on destaca una gran balconada amb tres finestrals situats simètricament sobre les obertures de la planta i amb una barana de ferro forjat molt treballada. La façana acaba amb un ràfec sostingut per un embigat de fusta. A la part posterior de la casa s'obre un jardí a la part baixa i una terrassa al primer pis.

## Història
El carrer de Barcelona es va formar al segle xviii al mateix temps que, de manera estable, es configurava un nucli de població que seria i segueix sent el centre del poble. La construcció i reconstrucció dels edificis en aquesta zona s'han anat succeint contínuament i sense interrupcions. La casa del núm. 25 és un exemple de l'època benestant que moltes famílies de Tona visqueren durant la primera meitat del segle xx, gràcies a l'estiueig i a la incipient industrialització que fomentaren la prosperitat comercial.